# Чёрниг, Карл
Карл Чёрниг, барон фон Чернгаузен (нем. Karl Czörnig; 5 мая 1804 года, Черноусы, Чехия — 5 октября 1889 года, Гориция, Италия) — австрийский этнограф, историк, государственный деятель, директор административной статистики в Вене..

## Биография
В период 1848-1949 гг. был депутатом Франкфуртских национальных сборов, в период 1852-1863 гг. — глава Имперской центральной комиссии для изучения и охраны памятников. В 1865 г. избран председателем Комитета статистики и администрации в империи. Ему удалось убедить австрийское правительство разрешить обнародование официальных статистических материалов. В 1846 г. впервые появились в печати под его редакцией «Tafeln zur Statistik oesterr. Monarchie» за 1842 г. (издавались до 1856 г.) Работал начальником отделения в Министерстве торговли. Здесь он занялся организацией учреждений, занимавшихся делами судоходства и морской торговли. Позже, когда работал начальником отделения железных дорог, разработал закон о железнодорожных концессиях и составил проект железнодорожной сети для Австро-венгерской монархии. По его замыслам, в 1863 г. основана Центральная статистическая комиссия для всей империи, председателем которой он был до 1865 г..
Карта Карла Чернига «Этнографическая карта Австрийской монархии» («Ethnographische Karte der osterreichischen Monarchie, entworfen von Karl Freiherrn Czernig, herausgegeben von der k.k. Direktion der administrativen Statistik») была издана в Вене в 1855 г. Масштаб 1:864 000. Формат карты 61x80 см. Карта была опубликована первый раз в 1855 г., второе издание 1856 г., позже в монографии Карла Чернига «Этнография Австрийской монархии» («Ethnographie der oesterr. Monarchie») 1857 г. Карта переиздавалась несколько раз, в частности и в 1868 г.
Труд Карла Чернига «Этнография Австрийской монархии» стала фундаментом всех последующих исследований этнического состава австрийской (с 1867 г. — австро-венгерской) империи.

## Избранные работы
- «Ethnographie der oesterr. Monarchie» (1857 г.; отдельно изданная этнографическая карта Австрии, 1855 г.);
- «Oesterreichs Neugestaltung» (Вена, 1858);
- «Statistisches Handbüchlein für die oesterr. Monarchie» (Вена, 1861);
- «Das oesterr. Budget für 1862 in Vergleichung mit jenen der vorzüglicheren anderen Staaten» (Вена, 1862 г.);
- «Darstellung der Einrichtungen über Budget, Staatsrechnung und Kontrolle in Oesterreich, Preussen, Sachsen, Bayern, Würtemberg, Baden, Frankreich und Belgien» (Вена, 1866 г.);
- «Die Besteuerung der Wechsel etc. in den europäischen Staaten» (Триест, 1870 г.);
- «Das Land Görz und Gradisca, geographisch-statistisch-historisch dargestellt» (Вена, 1873-1874 гг.);
- «Die etnologischen Verhältnisse des Oesterr. Küstenlandes etc.» (1885 г.);
- «Die alten Völker Oberitaliens etc.» (Вена, 1885 р.) и др.[7].